# Bokermannohyla lucianae
A Bokermannohyla lucianae a kétéltűek (Amphibia) osztályának békák (Anura) rendjébe és a levelibéka-félék (Hylidae) családjába tartozó faj. A faj korábban a Hyla nemzetségbe tartozott, egy nemrégen történt felülvizsgálat eredményeképpen került át a Bokermannohyla nembe.

## Előfordulása
A faj Brazília endemikus faja, eddig csak Bahia állam két természetvédelmi területén figyelték meg. Természetes élőhelye a szubtrópusi vagy trópusi nedves, sűrű lombkoronájú síkvidéki erdők, folyók. Egyes egyedeket broméliafélék levelei között figyeltek meg.

## Természetvédelem
A faj egyedszáma jelentős. Két védett területen is megfigyelték: a Reserva Biológica de Una és a Reserva Particular do Patrimônio Natural Ecoparque de Una nemzeti parkokban.